# Kenniseconomie
Kenniseconomie (ook wel informatiemaatschappij) is een vrij abstract begrip uit de economie waarmee wordt bedoeld dat een substantieel deel van de economische groei in de samenleving voortkomt uit kennis. Het is een maatschappij waarin de productiefactor kennis een steeds belangrijkere plaats inneemt ten opzichte van arbeid, natuur en kapitaal (de drie traditionele productiefactoren). Dit past binnen de algemene verschuiving van arbeid in de landbouw via industrie naar diensten.
Door het toepassen van kennis is innovatie mogelijk. Op haar beurt leidt deze innovatie tot nieuwe producten of diensten en maakt daarmee economische groei mogelijk.
Een van de speerpunten van de Europese Unie en daarmee ook van Nederland en België, was om Europa in 2010 de kennisintensiefste economie van de wereld te laten zijn. Deze doelstelling is in 2000 vastgelegd in de Strategie van Lissabon.

## Nederlandse context
In Nederland krijgt het begrip kenniseconomie vooral gestalte in een heroriëntatie, in termen van financiering, op de exacte wetenschappen en directe toepassing daarvan in de private sector. In dit kader werd in 2003 het Innovatieplatform opgericht door het tweede kabinet-Balkenende, met als doel Nederlands wetenschappelijk onderzoek directer inzetbaar te maken voor het bedrijfsleven. Het platform werd in 2010 opgeheven.
Het Platform Bètatechniek kreeg in 2004 van het Ministerie van OCW de opdracht om, in het kader van de Lissabonstrategie, in 2010 15% meer uitstroom van bètastudenten te genereren ten opzichte van 2000. De aanpak hiervoor is vastgelegd in het Nationale Actieplan Bèta/techniek (ook wel Deltaplan genoemd).
Volgens een verwachting van het Researchcentrum voor Onderwijs en Arbeidsmarkt van de Universiteit van Maastricht was er sprake van een vervangingsvraag van 300.000 bètatechnici en dreigde er in 2010 een netto tekort van 77.000 bètatechnici op de arbeidsmarkt.